# FOXスポーツ
FOXスポーツ（Fox Sports）とは、米フォックス・コーポレーション傘下のFOXスポーツメディアグループの部門で、スポーツ放送を担当している。
1994年、FOXがNFLの放映権を獲得したことにより発足した。その後NHL、MLB、NASCAR、MLS、NHRA、WWE、WBCなどの放送を行っていた。
2017年12月14日、ウォルト・ディズニー・カンパニーは当時の親会社である、21世紀フォックスを買収する計画を発表した（ディズニーによる21世紀フォックスの買収）。その後FOXスポーツは現在の親会社で事業を継続している。

## 主なスポーツ中継番組
アメリカンフットボール
- NFL
  - Fox NFL（1994年 - ）
  - サーズデーナイトフットボール（2018年 - ）
  - スーパーボウル（第31回（1997年）、第33回（1999年）、第36回（2002年）、第39回（2005年）、第42回（2008年）、第45回（2011年）、第48回（2014年）、第51回（2017年）、第54回（2020年））
- カレッジフットボール
  - コットンボウル（1999年 - ）
  - パシフィック12カンファレンスチャンピオンシップ（2011年、2012年以降偶数年にて2022年まで放送、奇数年はESPNで放送)
  - ビッグ・テン・カンファレンスチャンピオンシップ（2011年- 2016年）

野球
- メジャーリーグベースボール（MLB）
  - Fox Major League Baseball（1996年 - ）
  - ワールドシリーズ（1996年、1998年、2000年 - ）
  - WBC (2023年 - )

モータースポーツ
- NASCAR（2001年 - ）
  - Fox NASCAR（デイトナ500などシーズン前半を中心に放送）
- インディカー・シリーズ（2025年 - ）インディアナポリス500含む
  - NHRA (2016年 - )

サッカー
- MLSカップ
- FIFA主催大会（2026年まで、2026 FIFAワールドカップを含む）

格闘技
- UFC（2013年 - ）
- IFL（2006年 - 2008年）
- プレミア・ボクシング・チャンピオンズ（2015年 - ）
- スマックダウン（2019年 - 2024年）

その他
- パシフィック12カンファレンスバスケットボール選手権（2014年以降偶数年にて2022年まで放送、奇数年はESPNで放送)
- FOX PBA
- ベルモントステークス（2023年 - 2030年）

### 過去に放送されていた番組
- NHL（1994年 - 1999年）
- NFLヨーロッパ（1997年 - 2005年、2006年からNFLネットワークで放送）
- ボウル・チャンピオンシップ・シリーズ（ローズボウルを除く。2007年 - 2010年。2011年よりESPNで放送）
- F1（2007年 - 2012年）
- デイトナ24時間レース (2002 - 2018)
- ル・マン24時間レース (2002 - 2017)
- フォーミュラE (2014–2020)
- MotoGP (2014–2015)
- FOX USGA（2015年-2019年、全米オープン、全米女子オープンなどの主要大会）

## 米FOXのスポーツ専門チャンネル
- FS1（旧SPEED）
- FS2（旧Fuel TV）
- Big Ten Network（ビッグ・テン専門の学生スポーツテレビ局）
- Fox College Sports（FCS）
- Fox Soccer Plus（Fox Soccerは2013年に閉局し、現在はFX系のFXXとなっている。）
- FOXスポーツネット（FSN）
- Fox Deportes（スペイン語によるチャンネル）